# Pomen, Ruse
Pomen (în bulgară Помен) este un sat în comuna Dve Moghili, regiunea Ruse,  Bulgaria. 

## Demografie
Componența etnică a satului Pomen
     Turci (88,23%)
     Bulgari (11,76%)
     Nicio identificare (0%)
     Altele (0%)
La recensământul din 2011, populația satului Pomen era de 408 locuitori. Din punct de vedere etnic, majoritatea locuitorilor (88,23%) erau turci, cu o minoritate de bulgari (11,76%). Pentru 0% din locuitori nu este cunoscută apartenența etnică.